# Xysticus havilandi
Xysticus havilandi is een spinnensoort uit de familie van de krabspinnen (Thomisidae).
De wetenschappelijke naam van de soort werd in 1942 gepubliceerd door Reginald Frederick Lawrence.